# 1904-es magyar férfi vízilabda-bajnokság (első osztály)
Az 1904-es magyar férfi vízilabda-bajnokság az első magyar vízilabda-bajnokság volt, melyet a Magyar Atlétikai Szövetség úszószakosztálya rendezett. A bajnokságban négy csapat indult el, a csapatok egy kört játszottak. A bajnokság szeptember első három hétvégéjén zajlott a Császárfürdőben.
A korábbi évek legjobb csapata, a MUE végül el sem tudott indulni a bajnokságban, mert a St. Louis-i olimpia kapcsán néhány játékos (akkoriban még inkább úszó) elégedetlen volt a vezetőséggel, és kilépett a klubból.

## Tabella
| #  | Csapat                 | M | Gy | D | V | G+ | G- | P |
| -- | ---------------------- | - | -- | - | - | -- | -- | - |
| 1. | Balaton UE             | 3 | 3  | 0 | 0 | 17 | 0  | 6 |
| 2. | Postatakarékpénztár SE | 3 | 2  | 0 | 1 | 11 | 6  | 4 |
| 3. | Budafok-Kistétény SE   | 3 | 1  | 0 | 2 | 5  | 14 | 2 |
| 4. | Ferencvárosi TC        | 3 | 0  | 0 | 3 | 3  | 16 | 0 |

* M: Mérkőzés Gy: Győzelem D: Döntetlen V: Vereség G+: Dobott gól G-: Kapott gól P: Pont